# Sospechoso X
Sospechoso X (título original: Jaane Jaan) es una película india de 2023, del género thriller, dirigida por Sujoy Ghosh y protagonizada por Kareena Kapoor, Jaideep Ahlawat y Vijay Varma. La película es una adaptación de la novela japonesa de 2005 La devoción del sospechoso X de Keigo Higashino.

## Sinopsis
Una madre separada, y su hija, cometen un crimen y su vecino les ayuda a encubrirlo en medio de una investigación policial.

## Reparto
- Kareena Kapoor - Maya D'Souza
- Jaideep Ahlawat - Profesor Naren "Naru" Vyas
- Vijay Varma - Inspector Karan Anand
- Saurabh Sachdeva - Ajit Mhatre.
- Lin Laishram - Prema Kami
- Naisha Khanna - Tara D'Souza